# Augusto Arioni
Augusto Arioni, né à Montevideo (Uruguay) le 28 août 1891 et mort à une date inconnue, est un joueur de football italien, qui évoluait au poste de défenseur.
Il était appelé Arioni I pour le distinguer de ses frères Egidio (Arioni II) et Enrico (Arioni III).

## Biographie
Il fait ses grands débuts comme joueur pour l'effectif turinois du Foot-Ball Club Juventus avec une partie disputée le 3 novembre 1912 contre le Piemonte Football Club, lors d'une défaite par 2 buts à 1. Son dernier, a quant à lui lieu contre le Genoa CFC le 21 juin 1914, lors d'une défaite 4 à 1.
Au total, après seulement deux saisons passées chez le club bianconero, il a évolué pour un total de 25 matchs, pour aucun but inscrit.

### Statistiques
| Saison         | Club           | Championnat     | Championnat | Championnat |
| Saison         | Club           | Compétition     | Matchs      | Buts        |
| -------------- | -------------- | --------------- | ----------- | ----------- |
| 1912-1913      | Juventus       | Prima categoria | 4           | 0           |
| 1913-1914      | Juventus       | Prima categoria | 21          | 0           |
| Total Juventus | Total Juventus |                 | 25          | 0           |
| Total carrière | Total carrière |                 | 25          | 0           |